# Würzburgs stift
Würzburg stift (latin: Dioecesis Herbipolensis, tyska: Bistum Würzburg) är ett av tjugo katolska stift i Tyskland. Det tillhör Bambergs kyrkoprovins. Biskop är Friedhelm Hofmann. Åren 1167-1803 hade biskopen av Würzburg furstlig värdighet i Furstbiskopsdömet Würzburg.